# Meenoplus cancava
Meenoplus cancava är en insektsart som beskrevs av Adolf Remane och Hoch 1988. Meenoplus cancava ingår i släktet Meenoplus och familjen Meenoplidae.
Artens utbredningsområde är Spanien. Inga underarter finns listade i Catalogue of Life.